# Antépulsion
L'antépulsion, en anatomie fonctionnelle, est un mouvement qui amène un membre supérieur (ou segment de membre supérieur)  en avant du plan sagittal de référence. Il est le contraire de la rétropulsion.

## Muscles responsables de l'antépulsion

### Épaule

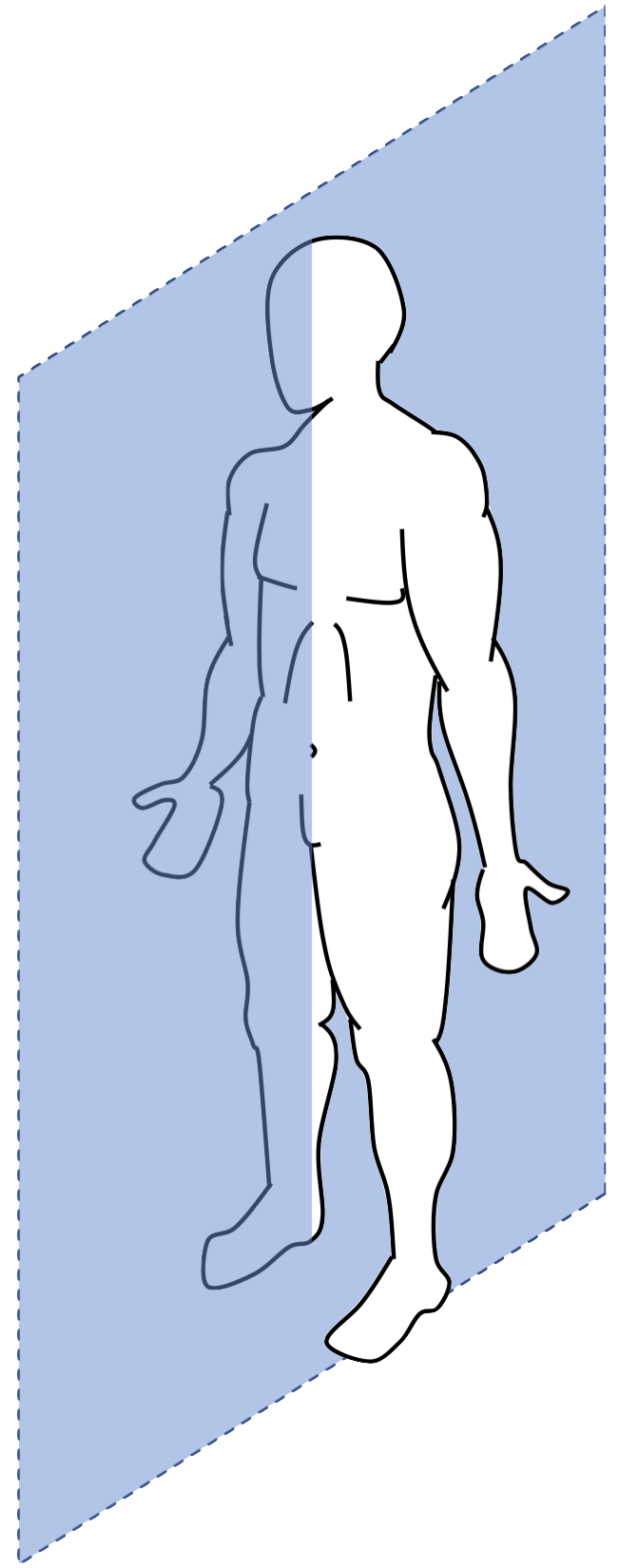
Représentation du plan sagittal du corps humain

Les muscles qui interviennent dans le mouvement d'antépulsion de l'épaule qui amène le bras en avant du plan sagittal du corps humain et par ordre d'intervention sont les suivants:
- faisceaux ventraux du muscle deltoïde,
- muscle biceps brachial,
- muscle grand pectoral,
- muscle coraco-brachial,
- muscle dentelé antérieur.